# Isidora Aguirre
Isidora Aguirre, née le 22 mars 1919 à Santiago du Chili et morte le 25 février 2011 dans la même ville, est une dramaturge et romancière chilienne.